# Zoophthora anhuiensis
Zoophthora anhuiensis är en svampart som först beskrevs av Z.Z. Li, och fick sitt nu gällande namn av Humber 1989. Zoophthora anhuiensis ingår i släktet Zoophthora och familjen Entomophthoraceae.   Inga underarter finns listade i Catalogue of Life.